# Vallée du Delaware

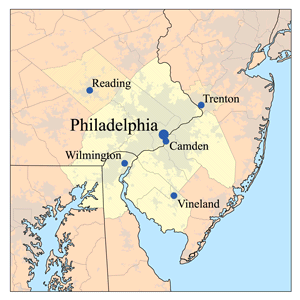
Carte de la région

La Delaware Valley, aussi connue sous le nom de Philadelphia-Camden-Vineland, PA-NJ-DE-MD Metropolitan Combined Statistical Area, en français vallée du Delaware, est, par sa population, la quatrième aire urbaine des États-Unis d'Amérique. Située dans la mégalopole de BosWash, elle est composée de plusieurs comtés du Delaware, du New Jersey, du Maryland et de Pennsylvanie, totalisant en 2008 6 398 896 habitants selon les estimations du Bureau du recensement des États-Unis.

## Géographie
La région est caractérisée par un fort étalement urbain autour de sa métropole commerciale, culturelle et industrielle, la ville de Philadelphie. De nombreux habitants de la région utilisent tous les jours le train ou l'autoroute pour aller travailler, soit à Philadelphie, soit dans les villes de Camden, Wilmington, et même jusqu'à New York. Trenton, la capitale du New Jersey, est parfois considérée comme le point de jonction entre les aires d'influence de New York et Philadelphie, puisque le temps de parcours pour rejoindre en train chaque métropole est à peu près équivalent. En outre, plusieurs edge cities se sont formées dans la banlieue, notamment, pour les plus importantes, King of Prussia, nœud autoroutier et importante ville commerciale avec son grand mall, Cherry Hill dans le New Jersey, et Fort Washington en Pennsylvanie.
Une définition plus large de la Delaware Valley y inclut les comtés d'Atlantic et de Cape May (New Jersey), situés sur la côte, qui participent également aux migrations pendulaires vers Philadelphie, et apportent à l'économie régionale les recettes d'un tourisme important, généré dans des villes telles qu'Atlantic City. Le comté d'Ocean (New Jersey), bien que faisant officiellement partie de la région métropolitaine de New York, est fortement lié à la Delaware Valley par le tourisme balnéaire, tandis que les habitants du Grand New York, surtout ceux qui ne résident pas dans le New Jersey, vont plus souvent sur Long Island ou dans le Connecticut.
La Delaware Valley est parfois désignée par le terme de Tri-state area, étant donné qu'elle s'étend sur trois États, mais partage cette dénomination avec d'autres régions du pays. Le Grand Philadelphie implique la position centrale de Philadelphie tout en impliquant que les zones moins urbanisées forment la « campagne » (countryside) de Philadelphie.

### Comtés composant la région
- Delaware
  - Comté de New Castle
- Maryland
  - Comté de Cecil
- New Jersey
  - Comté de Burlington
  - Comté de Camden
  - Comté de Cumberland
  - Comté de Gloucester
  - Comté de Salem
- Pennsylvanie
  - Comté de Berks
  - Comté de Bucks
  - Comté de Chester
  - Comté de Delaware
  - Comté de Montgomery
  - Comté de Philadelphie

### Villes principales
- Philadelphie
- Wilmington (Delaware)
- Camden (New Jersey)
- Reading (Pennsylvanie)
- Vineland (New Jersey)

## Transport

### Transport ferroviaire
Les réseaux de la Southeastern Pennsylvania Transportation Authority, du New Jersey Transit et de la Port Authority Transit Corporation sont utilisés pour le transport ferroviaire.

### Autoroutes principales
- Interstate 95
- Interstate 76
- Interstate 476
- Interstate 676
- Interstate 295 (Delaware et New Jersey)  sur WP:EN
- en:Delaware Turnpike sur WP:EN
- New Jersey Turnpike
- Pennsylvania Turnpike
- U.S. Route 1
- et sur WP:EN
  - en:U.S. Route 9
  - en:U.S. Route 30
  - en:U.S. Route 130
  - en:U.S. Route 202
  - en:Delaware Route 1
  - en:New Jersey Route 42/Atlantic City Expressway
  - en:New Jersey Route 55

### Aéroports
Les aéroports principaux sont :
- l'aéroport international de Philadelphie (PHL) ;
- le Northeast Philadelphia Airport (PNE) ;
- le New Castle County Airport (ILG).